# Pierre Pflimlin
Pierre Pflimlin, född 5 februari 1907 i Roubaix, Frankrike, död 27 juni 2000 i Strasbourg, var en fransk politiker och jur.dr.. Han var Fjärde republikens premiärminister, den siste innan general Charles de Gaulle återgick till politiken och grundade Femte republiken. 1984-1987 var han talman i Europaparlamentet. Till yrket var Pflimlin advokat.

## Biografi
Pflimlin, som partipolitiskt var kristdemokrat, valdes in i Frankrikes nationalförsamling 1945, och skulle vara ledamot där till 1967. Han var jordbruksminister  (1947-1949 och 1950-1951), finansminister (1955-1958), minister över de franska territorierna på andra sidan havet (1953), och minister för utrikes handel (1952). 1952 var han minister i Europarådet. Under den politiska krisen i Frankrike som följde av självständighetskriget i Algeriet, valdes Pflimlin till landets premiärminister 13 maj 1958. Frankrikes armé i Algeriet och europeiska bosättare där (de så kallade 13-maj-männen) gjorde uppror mot hans utnämning, varför han avgick av rädsla för inbördeskrig. Händelsen ledde till att Fjärde republiken bröt samman. 1 juni efterträddes han av Charles de Gaulle, som utnämnde honom till inrikesminister, en post han innehade till nästföljande år. 1962 var han en kort period kooperationsminister i Georges Pompidous första regering.
1959 till 1983 var Pflimlin borgmästare i Strasbourg, och 1959-1967 ledamot av Europarådets parlament, där han 1963-1966 var president. 1979-1984 var han vicetalman, och 1984-1987 talman i Europaparlamentet.